# Hindsted Herred

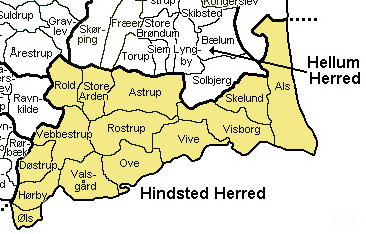
Hindsted Herred

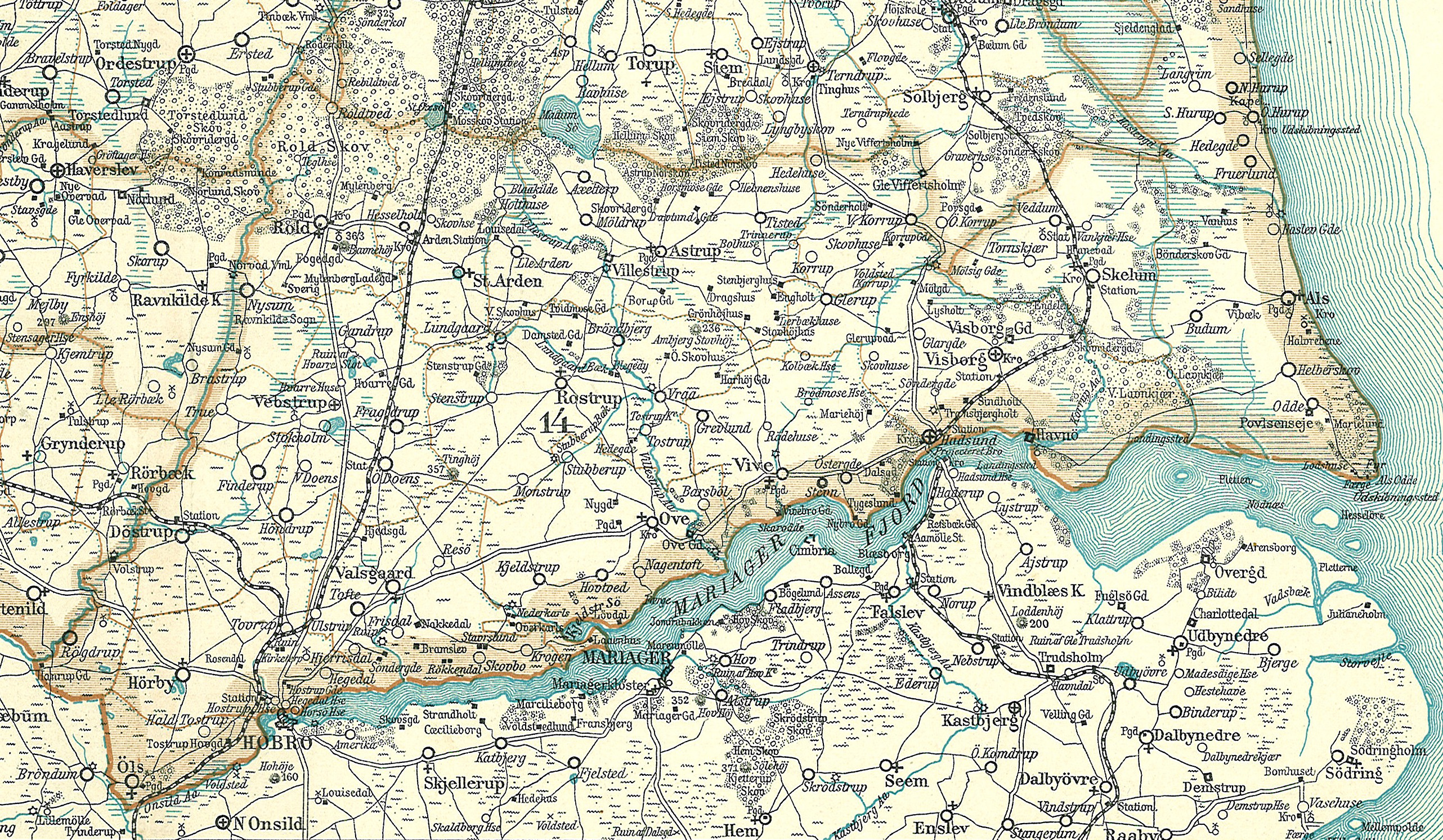
Hindsted Herred rond 1900

Hindsted Herred was een herred in het voormalige Aalborg Amt in Denemarken. In Kong Valdemars Jordbok wordt het vermeld als Hethenstathæhæreth. In 1970 werd het gebied gevoegd bij de nieuwe provincie Noord-Jutland.
Hindsted is verdeeld in 14 parochies.
- Als
- Astrup
- Døstrup
- Hadsund
- Hørby
- Oue
- Rold
- Rostrup
- Skelund
- Store Arden
- Valsgaard
- Vebbestrup
- Visborg
- Vive
- Øls